# ویلیام لوکاس دیستانت
ویلیام لوکاس دیستانت (زاده ۱۲ نوامبر ۱۸۴۵ و درگذشته ۴ فوریه ۱۹۲۲) حشره شناس اهل بریتانیا بود.